# Laophontodes ornatus
Laophontodes ornatus is een eenoogkreeftjessoort uit de familie van de Ancorabolidae. De wetenschappelijke naam van de soort is voor het eerst geldig gepubliceerd in 1957 door Krishnaswamy.